# Gaspillage d'énergie
 (novembre 2023).

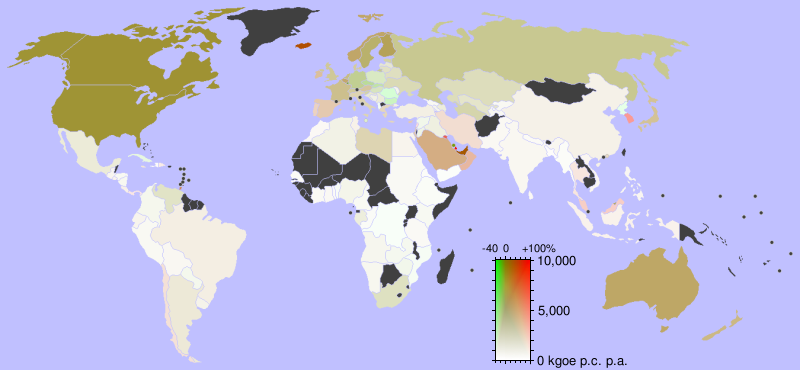
Consommation d'énergie sur la planète en 2001, en kilogramme équivalent pétrole par personne, par an et par pays. Les zones noires correspondent à une absence de donnée, les zones foncées sont celles où l'on consomme le plus. Le vert traduit une tendance à la baisse et le rouge une tendance à la hausse sur la décennie 1990-2001.
Les extrêmes étaient en 2001 la Roumanie (-38 % en 10 ans) et le Qatar (+94 % en 10 ans).

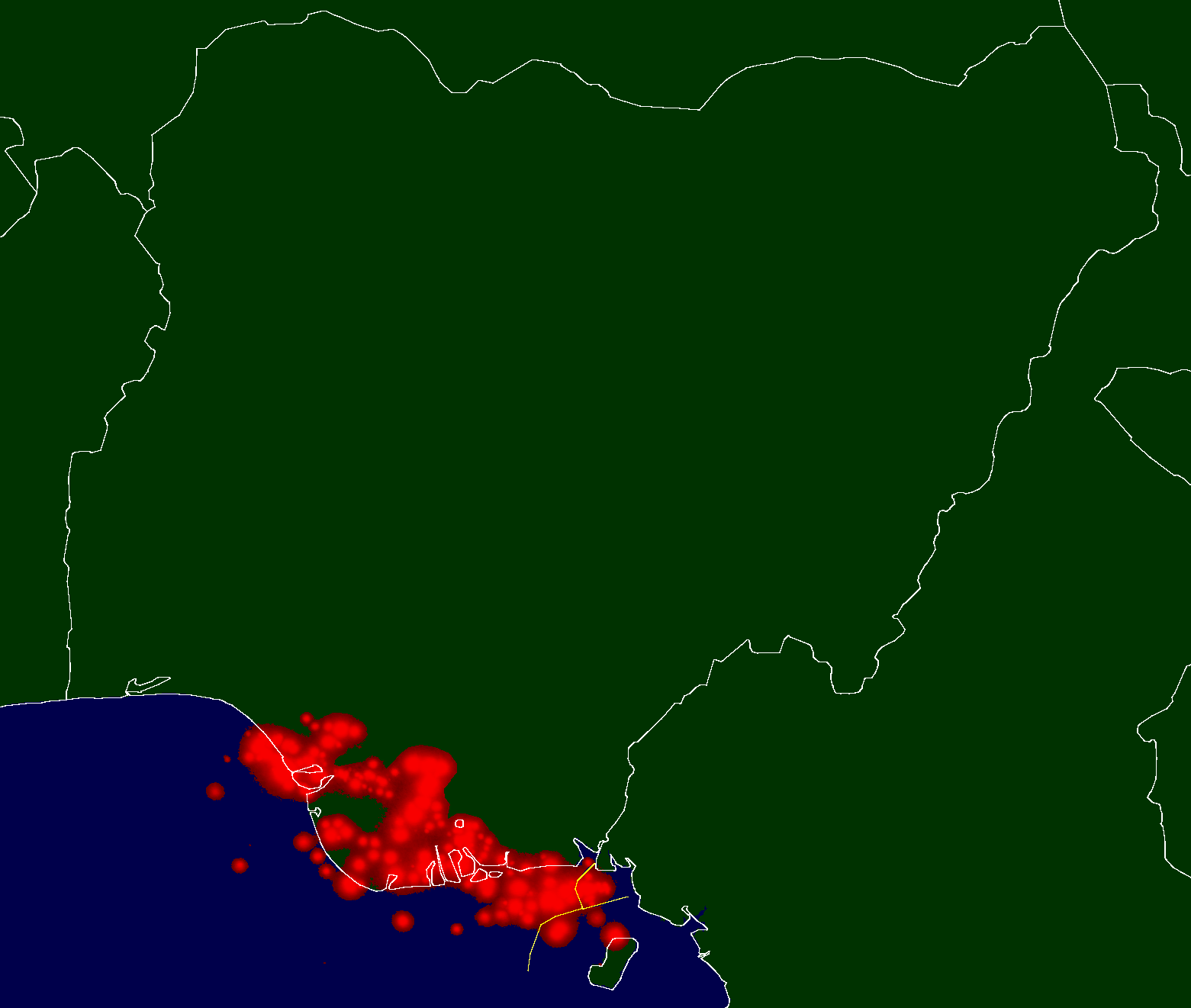
Le Nigeria est l'un des pays où la plus grande quantité de gaz naturel est gaspillée, brûlée par torchage et rejet, ici photographiés par satellite (en rouge), en 2006.

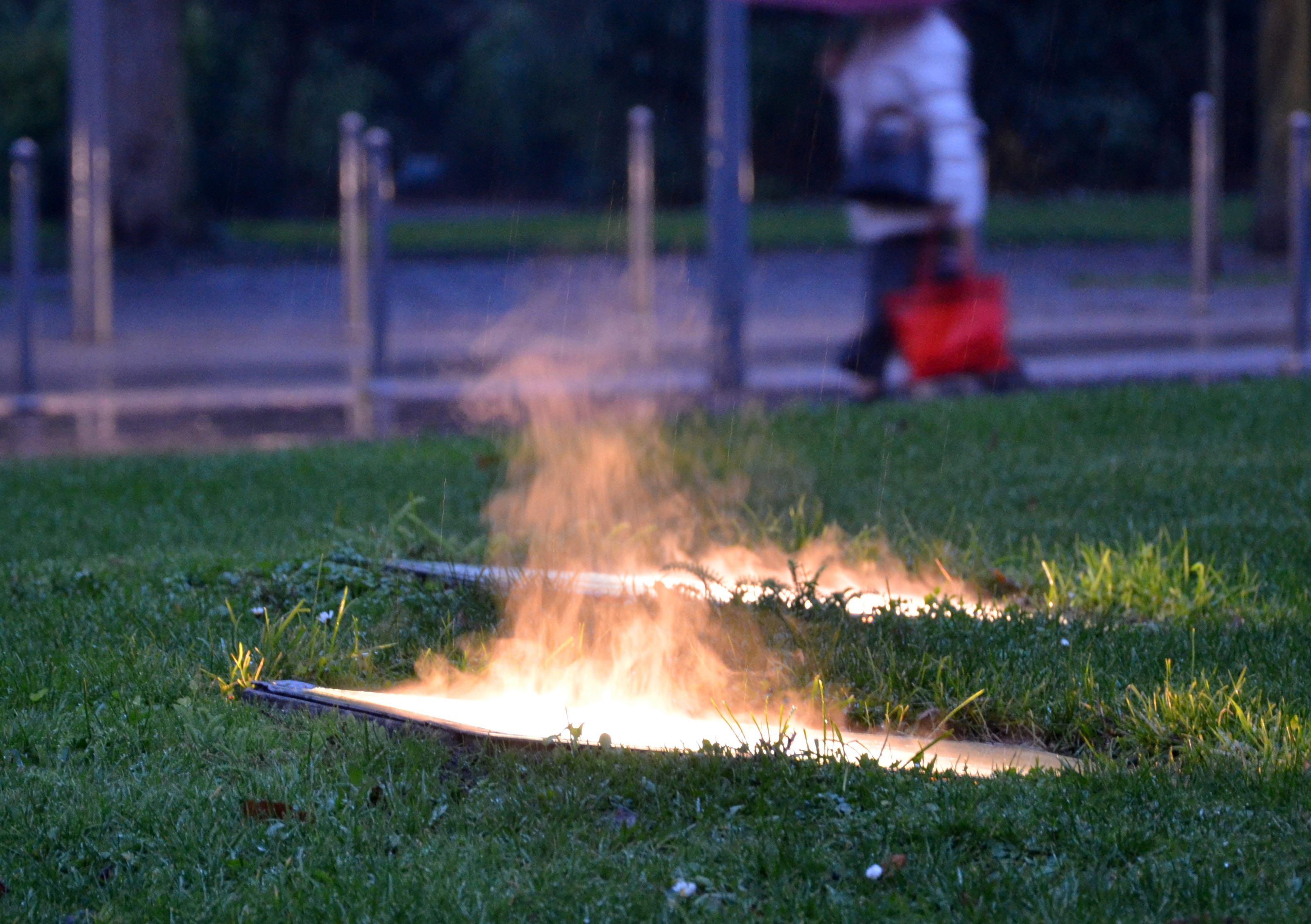
Exemple de lampes encastrées dans le sol éclairant en grande partie le ciel, ici encore allumées alors qu'il fait déjà clair, et utilisant une lampe très consommatrice d'électricité à mauvais rendement (la perte de chaleur, ici perceptible par l'évaporation de la pluie, est également un gaspillage).

Le gaspillage d'énergies (ou de gaspillage énergétique) est le gaspillage de sources d'énergie, en particulier de carburants et d'électricité, et le manque d'efficience énergétique. Ce dernier concerne nombre de dispositifs d'exploitation, transports, transformation, consommation ou élimination de ressources, de production de biens ou services, de modes de transport ou élimination de matières (minérales, organiques, chimiques...).

## Impacts
Le gaspillage énergétique compte pour une part non négligeable de l'empreinte écologique. Il a des conséquences collatérales, dont l'émission de déchets (parfois toxiques), de pollution lumineuse, de nombreux polluants et de gaz à effet de serre, ce qui se traduit par une contribution au réchauffement planétaire ou des pollutions thermiques locales.

## Causes
Le gaspillage a de nombreuses causes et sources :
- l'utilisation inutile de ressources énergétiques (gadget, éclairages publicitaires ou esthétiques, etc.) ;
- l'usage peu rationnel ou à mauvais escient de ressources énergétiques ;
- l'absence de réutilisation ;
- l'absence de recyclage.

L'Histoire montre qu'un accès facile et peu coûteux aux biens communs énergétiques (gaz, pétrole, charbon, bois et depuis peu source nucléaire d'électricité) a généralement favorisé le gaspillage de l'énergie. Ce phénomène fait partie de la tragédie des biens communs et est une des sources de surexploitation des milieux et des ressources énergétiques.

## Enjeux
Les enjeux sont environnementaux, sociaux, culturels, sanitaires et éthiques.
La réduction des gaspillages et l'efficacité énergétique ainsi que l'efficience énergétique font partie des stratégies largement promues par le développement durable et les agenda 21 ou les plans climat. La sobriété énergétique peut aussi, en premier lieu, être recherchée par la chasse au gaspillage.
Réduire le gaspillage permet un accès plus équitable, plus important et à un plus grand nombre de personnes aux ressources énergétiques et à la nourriture.
Le gaspillage est source de pollution et de dégradation de la santé des écosystèmes et des populations (santé environnementale). Par exemple, réduire la pollution lumineuse contribuerait à améliorer l'environnement nocturne. C'est en France un des objectifs des lois Grenelle I et Grenelle II.

## Pistes de solutions
L'achat public éthique, la responsabilité sociale et environnementale et toutes les approches et gouvernances fondées sur le développement durable cherchent à diminuer les gaspillages d'énergie. Des organismes (tels que l'Agence de l'environnement et de la maîtrise de l'énergie, en France) y contribuent.